# Альфред (Нью-Йорк)
Альфред (англ. Alfred) — місто (англ. town) в США, в окрузі Аллегені штату Нью-Йорк. Населення — 5157 осіб (2020).

## Демографія
Згідно з переписом 2010 року, у місті мешкало 5237 осіб у 968 домогосподарствах у складі 458 родин. Було 1165 помешкань
Расовий склад населення:
| - 86,9 % — білих - 5,7 % — чорних або афроамериканців - 4,0 % — азіатів - 0,2 % — корінних американців - 1,2 % — осіб інших рас |

До двох чи більше рас належало 2,1 %. Частка іспаномовних становила 3,7 % від усіх жителів.
За віковим діапазоном населення розподілялося таким чином: 6,4 % — особи молодші 18 років, 88,0 % — особи у віці 18—64 років, 5,6 % — особи у віці 65 років та старші. Медіана віку мешканця становила 20,8 року. На 100 осіб жіночої статі у місті припадало 143,2 чоловіків;  на 100 жінок у віці від 18 років та старших — 145,0 чоловіків також старших 18 років.
Середній дохід на одне домашнє господарство  становив 58 714 долари США (медіана — 39 375), а середній дохід на одну сім'ю — 90 536 доларів (медіана — 72 813). Медіана доходів становила 36 346 доларів для чоловіків та 37 375 доларів для жінок. За межею бідності перебувало 28,8 % осіб, у тому числі 38,4 % дітей у віці до 18 років та 0,0 % осіб у віці 65 років та старших.
Цивільне працевлаштоване населення становило 2112 осіб. Основні галузі зайнятості: освіта, охорона здоров'я та соціальна допомога — 44,7 %, мистецтво, розваги та відпочинок — 20,6 %, роздрібна торгівля — 8,3 %, виробництво — 7,4 %.